# Sector agrícola
Sector agrícola es el sector de la economía que produce  productos agrícolas (materias primas de origen vegetal).
No debe confundirse con el sector agrario (que incluye también la ganadería y las demás actividades económicas del campo) ni con el sector primario (que incluye otros sectores productores de materias primas, como la minería).
Habitualmente se utiliza la expresión para identificar los intereses sectoriales de las empresas agrícolas o, genéricamente, de la totalidad de los habitantes de zonas agrícolas, puesto que son determinantes en la vida económica de la mayor parte de las regiones rurales. En la política de determinados países, especialmente en los Estados Unidos, funcionan como un lobby o grupo de presión.
- Datos: Q31837529